# World Trade Center Chongqing
Pour les articles homonymes, voir World Trade Center (homonymie).
Le Chongqinq World Trade Center est un gratte-ciel de Chongqing.
Achevé en 2005, il mesure 283,1 m et compte 60 étages.